# غروس إيل (كيبك)
غروس إيل (بالإنجليزية: Grosse-Île, Quebec)‏ هي بلدية محلية في كيبيك تقع في كندا في Urban agglomeration of Les Îles-de-la-Madeleine.[بحاجة لمصدر]  يقدر عدد سكانها بـ 490 نسمة ومساحتها 96.60 كم2 .